# Danski znakovni jezik
Danski znakovni jezik (ISO 639-3: dsl), znakovni jezik gluhih osoba Danske kojim se, prema popisu iz 2007., služi oko 5 000 ljudi. 
Prva škola za gluhe u Danskoj počela je s radom 1807., a 1982. službeno je usvojeno znakovno pisanje koje je prva razvila Amerikanka Valerie Sutton sa sveučilišta u Kopenhagenu. Na ovom projektu je s Larsom von der Liethom radila je 1974. – 1975., a zatim nastavila u SAD-u, od 1975. do 1982.
Neki znakovi srodni su francuskom znakovnom jeziku.

## Vanjske poveznice
- Ethnologue (14th)
- Ethnologue (15th)